# Frank Putnam (homme politique)
Pour les articles homonymes, voir Frank Putnam et Putnam.
Frank Hedley Putnam (23 août 1881-10 octobre 1959) est un homme politique canadien de la Colombie-Britannique. Il est député provincial libéral de la circonscription britanno-colombienne de Nelson-Creston de 1933 à 1949. Il est membre de la coalition de 1945 à 1949.
Putnam siège au cabinet des premiers ministres Duff Pattulo, John Hart et Boss Johnson, au poste de ministre de l'Agriculture de novembre à décembre 1941 et à nouveau de novembre 1945 à juillet 1949.
Putnam meurt à Vancouver en octobre 1959 à l'âge de 78 ans.